# Klugeflustra vanhoeffeni
Klugeflustra vanhoeffeni är en mossdjursart som först beskrevs av Arnold Girard Kluge 1914.  Klugeflustra vanhoeffeni ingår i släktet Klugeflustra, ordningen Cheilostomatida, klassen Gymnolaemata, fylumet mossdjur och riket djur. Inga underarter finns listade i Catalogue of Life.